# 和淳
宗室和淳（？—1855年），名和淳，愛新覺羅氏，清朝皇族，政治人物、進士出身。
道光十六年（1836年），登進士，授翰林院庶吉士。道光十八年，任翰林院編修、詹事府右春坊右中允、文淵閣校理。道光十九年，任翰林院侍讀、日講起居注官、雲南鄉試正考官。道光二十年，任詹事府右春坊右庶子。道光二十一年，任會試同考官。道光二十二年，任翰林院侍講學士、稽察左翼覺羅學。道光二十三年，任翰林院侍讀學士、太僕寺卿、通政使司通政使。道光二十四年，考取國子監學正學錄閱卷大臣、同年任都察院左副都御史、武殿試讀卷官。道光二十五年，任朝考閱卷大臣。道光二十六年，任前引大臣。咸豐二年，任考試試差閱卷大臣。